# Shenzhou, Hengshui
Shenzhou är en stad på häradsnivå i norra Kina och en del av Hengshuis stad på prefekturnivå i provinsen Hebei. Den ligger omkring 220 kilometer söder om huvudstaden Peking. Staden har lite över en halv miljon invånare på en yta av 1 244 km².

## Demografi
| Område                         | Invånarantal 1 juli 1990 | Invånarantal 1 november 2000 |
| ------------------------------ | ------------------------ | ---------------------------- |
| Stad (de jure)                 | Ingen uppgift            | 568 356                      |
| Stad (de facto)                | 540 407                  | 568 558                      |
| Urban befolkning (de facto)    | 22 183                   | 133 806                      |
| ...varav centralort (de facto) | 13 490                   | Ingen uppgift                |

Shenzhou var tidigare en landsbygdskommun, med namnet Shen Xian, och blev en stad någon gång mellan åren 1990 och 2000. 